# Pustipusi
Pustipusi (cyr. Пустипуси) – wieś w Bośni i Hercegowinie, w Republice Serbskiej, w gminie Ljubinje. W 2013 roku liczyła 17 mieszkańców.